# Crepidoma

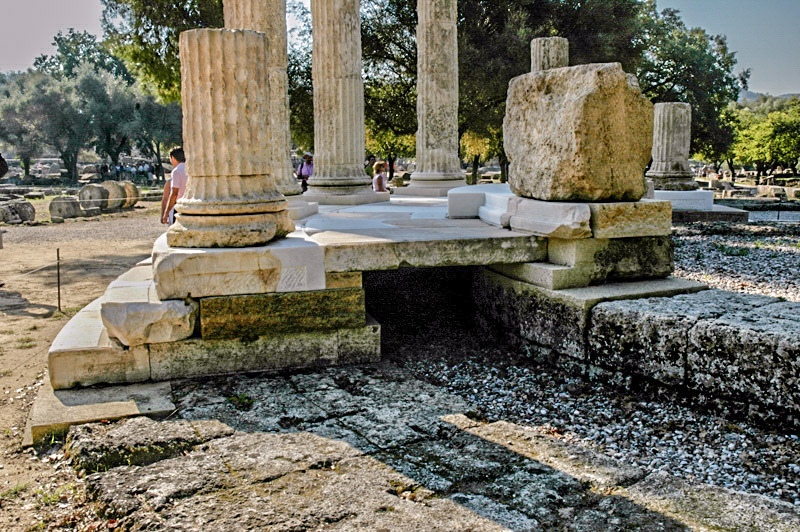
Crepidoma del Filipeu a Olímpia, la columna es recolza en l'estilòbat amb dos nivells de l'estereòbat inferior, tots en marbre, recolzada en la pedra calcària de l'euthynteria.

A l'arquitectura clàssica, s'anomena crepidoma (κρηπίδωμα, del grec krepìs, base) a la plataforma escalonada construïda amb pedra sobre la qual s'assenta un temple.
A l'ordre dòric, està conformada per tres graons que tenen la funció de sobre-elevar l'edifici, separant simbòlicament la residència dels déus del nivell del terra. A l'orde jònic i corinti varia el nombre de graons.
La part superior del crepidoma s'anomena estilòbata (escala o pla sobre el que es recolzen les columnes) i la inferior estereòbata. L'estructura de pedra sobre la qual es recolza el crepidoma (en pedra menys treballada perquè no es veu) se'n diu euthynteria.
La crepidoma pot presentar decoracions com motllures o altres motius en les cares visibles. A vegades, es troben també efectes òptics, com en el Partenó, on tot el basament és lleugerament convex per semblar, en perspectiva, més ample visualment.